# Michelle Stephenson
Michelle Stephenson (n. 03 de janeiro de 1977) é uma cantora e compositora do Reino Unido. Filha de Penny e George Stephenson, tem um irmão chamado Simon que trabalha como diretor de arte.

## A Spice que nunca foi
Um concurso realizado pela revista inglesa The Stages, em 1993, selecionou garotas para participarem de uma banda formada por cinco garotas. Michelle resolveu participar para ver se conseguiria algo, após testes de dança e voz, ela e mais quatro garotas conseguiram uma vaga no grupo. Victoria, Melanie C, Melanie B, Geri e Michelle Stephenson formaram o Touch. Porém,os produtores sentiram que ela não tinha os vocais para acompanhar as outras garotas, pressionando-a para sair da banda. Pressionada, saiu da banda.

## Carreira
Cantora e compositora, Stephenson também trabalhou como apresentadora de televisão para as cadeias LWT, ITV e Sky antes de se unir ao grupo SHEsongs.
Trabalhou também como cantora para várias companhias e com muitos compositores:
- A equipe Rive Doit, de Gary Moleiro que foi quem produziu os últimos álbuns de David Bowie e Ricky Martin, entre muitos;
- Chris Difford da banda Squeeze;
- Kurtis da banda Mantronix, em que Michelle ajudou nos vocais de 20 faixas e também a escrever Got to Have your Love;
- Tim Kellett da banda Olive na faixa You Not Alone.

Michelle cantou também ao vivo como backing vocal para várias canções de Ricky Martin e Julio Iglesias bem como trabalhou em suas canções também. No teste para as Spice Girls, Michelle cantou Don't Be a Stranger, da Dina Carroll.
Se formou na Universidade de Goldsmiths, de Londres, e trabalhou como repórter para a televisão de Carlton.

## Shesongs
Shesongs foi o grupo em que Michelle fez parte.
É um grupo musical que tem parceria de escritores, produtores, músicos e cantores, que se uniram em 2003 para gravarem canções pop, que mais tarde serviriam para comerciais e propagandas.
A banda já escreveu canções para grandes nomes da música, como Sugababes, Madonna, Ricky Martin, Avril Lavigne, George Michael, grupo Olive, Christina Aguilera, Girls Aloud, entre outros.
Após anos gravando, o grupo decidiu entrar no mundo musical de vez, produziram músicas eletro/pop e, com os vocais de Michelle Stephenson, tem grandes composições que são fáceis de se encontrar na internet.
Infelizmente a banda não lança nada de novo desde 2004.
Hoje, Michelle é casada, mora em Los Angeles, e não trabalha mais na indústria fonográfica.

## Discografia
- 2003: She Songs (EP)
- 1997: Spice Girls ‎– Old Spice The Early Years (inoficial)

## Videografia
- 1997: Raw Spice
- 2001: E! True Hollywood Story: The Spice Girls
- 2005: Spice Power Unauthorized / Story of the Spice Girls Unauthorized
- 2007: A História das Spice Girls (The Story Of The Spice Girls)
- 2008: Spice Girls
- 2008: Posh & Becks

## Televisão
- Wild Games (apresentadora)
- GirlTalk (apresentadora)